# 长枪主义

長槍黨黨徽——軛與箭

长枪主义（西班牙語：Falangismo）是西班牙长枪党及其后继政党传统主义西班牙国家工团主义进攻委员会方阵，以及其在其他国家衍生出来的的政治意识形态。
长枪主义被广泛地认为是一种法西斯主义的意识形态。在佛朗哥时期，長槍黨就是法西斯法西斯包含威权主义和保守主义。
长枪主义包含了反共产主义、反资本主义、反民主主义和反自由主义的思想。而在佛朗哥执政期间，抛弃了反资本主义思想，宣称其与资本主义完全兼容。